# Eva nera (film 1953)
Eva nera è un film documentario del 1953 diretto da Giuliano Tomei. Strutturato in tre episodi, narra della condizione della donna nelle ex colonie italiane d'Africa, attraverso il racconto di un giornalista (Domenico Meccoli) che narra fatti realmente accaduti. Gli attori coinvolti furono per la maggior parte non professionisti.